# Босежур, Жан
Жан Андре́ Эмануэ́ль Босежу́р Коликео (фр. и исп. Jean André Emanuel Beausejour Coliqueo; р. 1 июня 1984, Сантьяго) — чилийский футболист, выступавший на позиции крайнего полузащитника. Играл за национальную сборную Чили.

## Биография
Родился в городе Сантьяго, в семье гаитянского отца (отсюда французские имя и фамилия) и чилийской матери арауканского происхождения. Вырос в коммуне Эстасьон-Сентраль.

### Клубная карьера
Босежур начал свою профессиональную карьеру в клубе «Универсидад Католика» в 2001 году, и с тех пор поиграл в разных командах.
В 2004 году подписал контракт со швейцарским «Серветтом», за который выступал один год, после чего, в 2005 году перешёл в бразильский «Гремио», а затем, в 2006 году, в бельгийский «Гент». В 2007 году вернулся в Чили, проведя один год в клубе «Кобрелоа». Позднее, в 2008 году перешёл в «О’Хиггинс». 1 декабря 2008 года подписал трёхлетний контракт с мексиканским клубом «Америка».
31 августа 2010 года подписал трёхлетний контракт с английским «Бирмингемом». 25 января 2012 года Босежур перешёл в клуб Премьер-лиги «Уиган Атлетик», с которым подписал контракт на два с половиной года.

### Национальная сборная
16 июня 2010 года забил первый мяч сборной Чили на ЧМ-2010 на 37 минуте в победном матче против Гондураса. Свой гол посвятил жене. Был признан лучшим игроком матча. Попал в итоговую заявку на чемпионат мира 2014. 13 июня, во время первого группового матча чилийцев со сборной Австралии, стал первым игроком в истории сборной, который забивал на двух разных чемпионатах мира. Гол забил на 93-й минуте, пробив вратаря Мэтью Райана. Чилийцы выиграли эту игру со счётом 3-1.

## Достижения
Бирмингем Сити
- Обладатель Кубка Футбольной лиги: 2010/11

Уиган Атлетик
- Обладатель Кубка Англии: 2012/13

Сборная Чили
- Победитель Кубка Америки: 2015, 2016